# 後藤武敏
後藤 武敏（ごとう たけとし、1980年6月5日 - ）は、静岡県浜松市中央区出身の元プロ野球選手（内野手、外野手）、プロ野球コーチ。右投右打。
愛称は「ゴメス」など（後述）。

## 経歴

### プロ入り前
中学校時代にはシニアリーグの「浜松シニア」に所属し、チームメイトで1年後輩の野久保直樹らと共に全国大会で準優勝している。
横浜高等学校では、1年生時からベンチ入りし、第78回全国高等学校野球選手権大会では、3回戦の9回に代打で起用され安打を放った。
1998年、松坂大輔、小池正晃、小山良男らと共に第70回選抜高等学校野球大会に出場し全国制覇を果たすと、第80回全国高等学校野球選手権大会に主に3番打者として出場し、準々決勝では上重聡、平石洋介らを擁するPL学園、準決勝では寺本四郎を擁する明徳義塾高校、決勝では吉見太一を擁する京都成章高校に勝利し、春夏連覇を果たした。かながわ・ゆめ国体も制覇。高校通算33本塁打。
高校の2年先輩に松井光介、阿部真宏（大学、西武でも同僚）が、1年先輩には俳優の上地雄輔がいる。
法政大学では東京六大学野球連盟2年春のリーグ戦で打率.445・2本塁打・14打点で三冠王を達成し優勝に貢献。前年には大学先輩の廣瀬純が三冠王に輝いており、史上初めて同一チームから2年続けて三冠王を輩出した。続く2年秋のリーグ戦でも首位打者となり、長崎慶一（法大）、広沢克己（明大）に次ぐ史上3人目の2季連続首位打者であり、以降に達成した選手はいない。ちなみに首位打者2回も9人目の最多記録で、のちに鳥谷敬（早大）、大引啓次（法大）、小野寺和也（慶大）が達成している（2021年現在）。
4年秋の早大3回戦の9回に、早大先発の和田毅から三振を喫したが、これが和田のリーグ戦通算444個目の奪三振となり、六大学記録を献上した。
リーグ通算73試合出場、258打数79安打、打率.306・8本塁打・52打点でベストナイン3回（一塁手2回、三塁手で1回）。山中正竹が指揮を執る第1回世界大学野球選手権日本代表にも同僚の土居龍太郎・河野友軌と、のちに西武ライオンズで同期入団となる長田秀一郎・小野寺力と共に選出され、3位入賞に貢献。
2002年11月20日に行われたプロ野球ドラフト会議で、西武ライオンズに自由獲得枠で入団。当時のスカウトの評価は「足は遅いけど、打撃はいい」であった。背番号は6。

### 西武時代

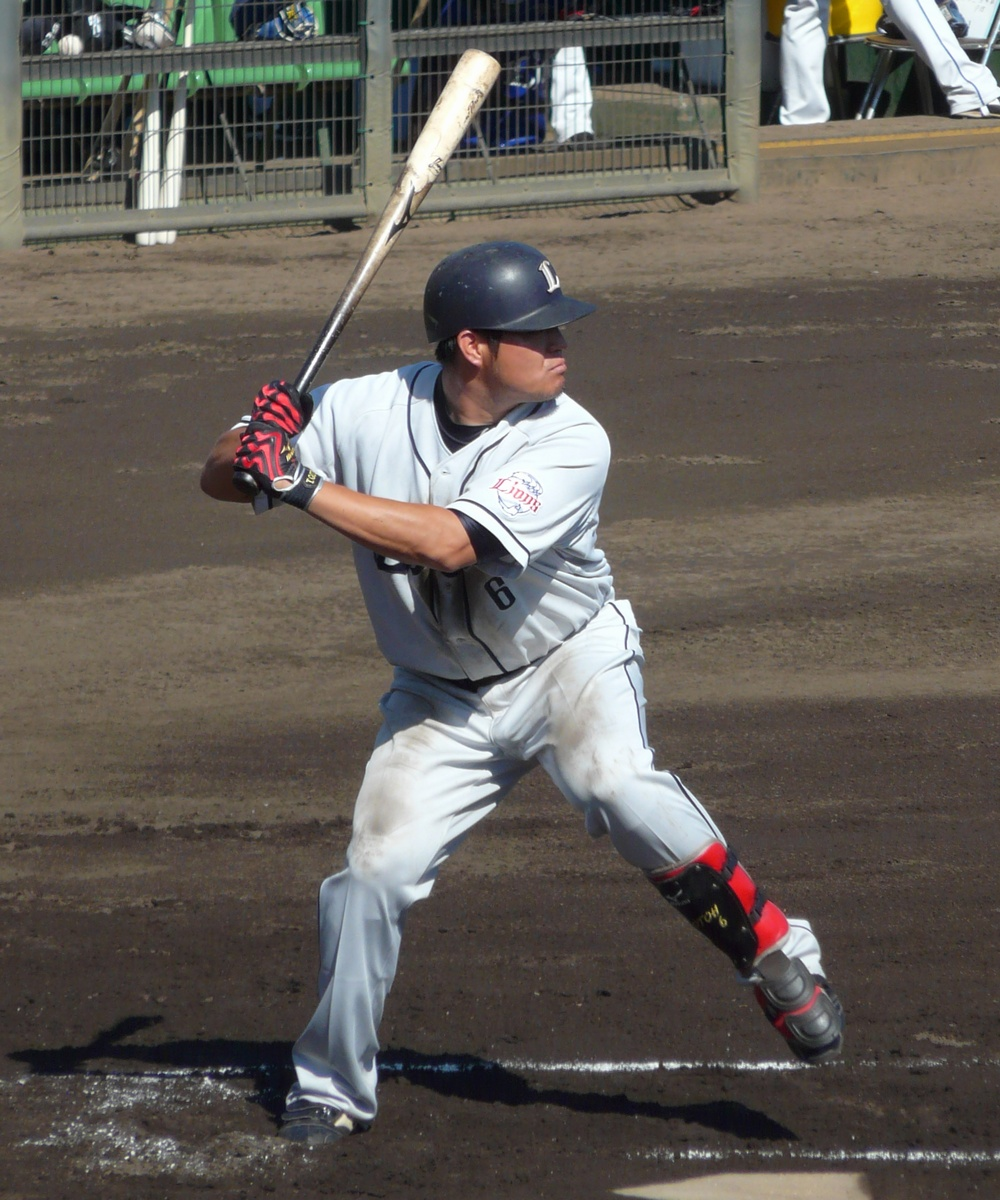
西武時代

2003年は故障で開幕に間に合わなかったアレックス・カブレラに代わり開幕戦で新人ながら4番打者に抜擢。開幕4番は新人としては1959年の桑田武以来44年ぶりの出来事であった。前半は打率3割を超え、手首の強さを生かした打撃でクリーンナップを務めた。後半に失速したが、101試合で11本塁打と新人ながら活躍した。
2004年は「5番・一塁手」で2年連続の開幕スタメンに起用されるものの、故障の影響や貝塚政秀の台頭で出番は少なく、打率1割台と低迷した。
2005年はホセ・フェルナンデスの開幕出遅れでチャンスが巡ってきたが、それを生かせなかった。しかし二軍では打率.362・58打点で二冠、出塁率.464・長打率.580を合わせて4冠を獲得、優秀選手を受賞した。この成績にもかかわらず、一軍には石井義人が首位打者に立つなど好調だったこともあり、なかなか昇格できず25試合・打率.205に留まり、8度の守備機会で4失策を喫した。9月24日の対福岡ソフトバンクホークス戦で、三瀬幸司から人生初となる逆転サヨナラ適時打を放ち、チームの24年連続Aクラスを決定させた。
2006年は三塁手に中村剛也がレギュラーに定着したこともあり、初めて一軍出場が無かった。二軍では本塁打がイースタン・リーグ6位の9本、長打率は5位の.447と快打を連発したが、昇格できなかった。
2007年は開幕一軍スタートだったがすぐに降格。中村の不振で5月15日に再昇格したが、打率1割台と結果を残せなかった。二軍では打率.325でチームトップの本塁打と打点を記録したにもかかわらず、この年も一軍では活躍できなかった。
2008年も開幕二軍だったが、二軍で打率.313・10本塁打と打撃好調で6月中旬に一軍昇格。6月29日の対千葉ロッテマリーンズ戦（西武ドーム）では小林宏之から2003年以来となる本塁打を放った。更に5回にも本塁打を放ち、自身初の1試合2本塁打を放った。ヒーローインタビューでは2本塁打について「1本目は息子と嫁さんのため、2本目は親父と、先日亡くなった母ちゃんのために打ちました」とコメントし、涙ながらに「母ちゃん、やったぞ!」と叫んでいた。以後も好調な打撃を維持して五輪出場組の抜けたチームを支えた。終盤には調子の落ちたクレイグ・ブラゼルに代わって4番で出場することもあり、日本一に大きく貢献した。最終的には49試合に出場して打率.301、自己最多の12本塁打の成績を残した。プロ入り後初めて左翼手も経験したが無難にこなした。クライマックスシリーズでは2本塁打と活躍。日本シリーズでは第一戦、上原浩治からバックスクリーンに同点本塁打を放って日本一に貢献した。
2009年から外野手登録となる。開幕は一軍だったが腰を痛めて離脱、その後7月9日に昇格した。8月25日の対東北楽天ゴールデンイーグルス戦でプロ初となるサヨナラ本塁打を打った。左翼手・指名打者・一塁手として出場し、打率.293・5本塁打を記録。前年同様シーズン中盤から一軍で好成績を残した。
2010年は前年の活躍から一転して、大半を二軍で過ごした。特に左投手は打率.050と全く打てなかった。最終戦で一軍に昇格し、クライマックスシリーズ第1ステージ第1戦に先発出場するも、無安打に終わった。
2011年は24試合に出場したが打率は1割台に低迷した。

### DeNA時代

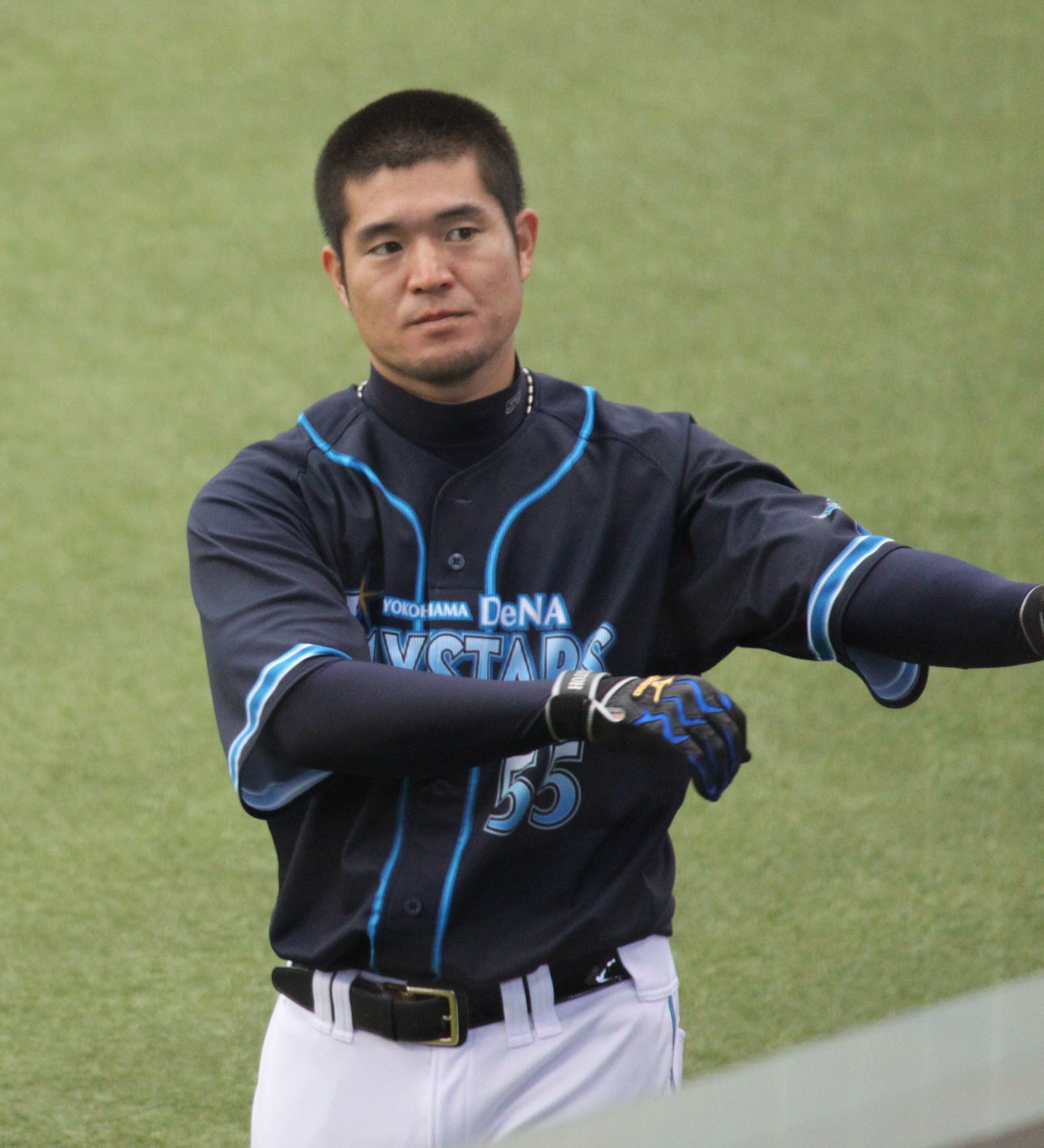
DeNA時代（2012年）

2011年11月22日に武山真吾とのトレードで横浜DeNAベイスターズ（トレード成立当時「横浜ベイスターズ」。12月2日に名称変更。）へ移籍した。背番号は55。奇しくも高校時代の同級生である小池もFA権行使でDeNAに復帰することが決まり、再びチームメイトとなった。
2012年は開幕前に右太腿の張りの影響もあり、前半戦は二軍暮らしだったが、後半戦から一軍に昇格すると、8月には3年ぶりの本塁打を含む6本の本塁打を放ち、右の代打として最後まで一軍に居続けた。
2013年は開幕一軍とはならなかったものの、4月19日に一軍登録される。しかし、6月に降格してしまう。8月に一軍復帰を果たすと9月の月間打率が.417という驚異的な数字でチームを支え、9月4日に移籍以来横浜スタジアムで初めてお立ち台にも立った。また、トニ・ブランコ、中村紀洋の不調時には4番で先発出場することもあった。
2014年は中村と入れ替わりで5月7日に昇格すると、当日の対読売ジャイアンツ戦で4番に起用され、本塁打を放ったが、左内転筋痛で4日後に登録抹消される。6月18日の一軍復帰後は、昇格当日の対ロッテ戦で先制2点本塁打を含む4打点を挙げるなど打撃好調で、ブランコが怪我で離脱していたことから、一塁のスタメンでの出場が続いた。ブランコの復帰後は不振のアーロム・バルディリスに代わり、7年ぶりに三塁手として先発起用される場面もあった。得点圏打率は.383、代打打率は.379。
2015年は、登録名を愛称から取った「後藤武敏G.」に変更する（後述）。主に代打として起用されたが、得点圏打率は.208、代打打率も.224に終わる。
2016年は、登録名を「後藤 G 武敏」と変更。春季キャンプで右太もも裏の軽度の肉離れを発症し、開幕一軍には間に合わなかった。7月12日の二軍戦で満塁本塁打を放ち、翌13日に一軍に復帰して、代打で二塁打を放った。復帰後は下園辰哉とともに代打の切り札としてチームを支えた。得点圏打率は.333、代打打率は.316。
2017年は、登録名を「G.後藤武敏」に変更した。インフルエンザの影響で春季キャンプから出遅れ開幕を二軍で迎え、7月23日に一軍に復帰した。25試合に代打として起用されたが、打率1割台と精彩を欠いた。
2018年は、登録名をピリオドを取った「G 後藤武敏」に変更した。シーズン終盤まで一軍昇格は無く、9月10日に現役を引退すると球団が発表した。引退会見前夜の9月13日には同級生の松坂が阪神戦に先発登板。自身の誕生日を白星で飾った松坂は、同世代に対して試合後のヒーローインタビューで「僕はもう少し頑張るよ」とメッセージを送ったが、それを聞いたG後藤は自宅で感涙した。9月22日、横浜スタジアムでの中日ドラゴンズ戦で引退試合を開催、7回裏に今永昇太の代打で登場し、笠原祥太郎と対戦、空振り三振で現役最終打席を終えた。試合後のセレモニーでは松坂、小池から花束を手渡され、リリーフカーで場内を一周。最後はチームメイトらに胴上げされた（松坂は三塁ベンチから小山良男と共に最後までセレモニーを見守り、ホセ・ロペスの計らいで胴上げにも参加している）。

### 引退後
10月16日、2019年より東北楽天ゴールデンイーグルスの二軍打撃コーチを務めることが発表された。背番号は93。2021年まで同コーチを務め、2022年は育成総合兼打撃コーチに、2023年からは一軍打撃コーチに配置転換された。2025年途中から下園辰哉と入れ替わりで二軍打撃コーチに戻った。

## 選手としての特徴
パンチ力のある積極的な打撃が持ち味。現役時代は故障が多く、レギュラーとして定着することは出来なかったが、DeNAに移籍後は持ち前の勝負強さを買われ、代打の切り札として活躍した。
上原浩治の公式YouTubeチャンネルに2021年7月に公開された動画で森本稀哲は、松坂世代における「勝負強い、プラス守備に難有り」の筆頭として真っ先に彼の名前を挙げた。

## 人物
愛称はゴトタケ、GT、グッさん（顔が山口智充に似ていることから）、ゴメス。
「ゴメス」の愛称はDeNA移籍初年度のキャンプ中にチーム内でついたもの。石川雄洋との練習の待ち合わせに遅れてきた松本啓二朗が「ごめーんす」といって合流し、それを石川雄洋が「後藤さんにゴメスはないだろ！」と言い、後藤が「ゴメス、、、いいじゃん！！」となりゴメスが始まった。2014年からは、ヒーローインタビューでアナウンサーから「後藤選手」と言われると「ゴメスです」とニックネームをアピールするのがお約束になっている。2015年にはユニフォームの背ネームを本場のスペイン語の綴りに忠実な「GOMEZ」とし、登録名も「後藤 武敏 G.（ごとう たけとし ごめす）」に変更した。翌年からは「G」の位置を変え、2016年は「後藤 G 武敏（ごとう ごめす たけとし）」、2017年は「G. 後藤 武敏（ごめす ごとう たけとし）」に、2018年はドットを外し「G 後藤 武敏」に変更している。
温厚な性格で、試合中に乱闘・揉めごとがあった時には怒った外国人選手・首脳陣を制止する場面が多い。西武時代の2011年7月11日対オリックス戦で高宮和也が中島裕之に死球を与えたのを発端に揉めごとが発生した時には激高したホセ・フェルナンデスをなだめていた。
横浜高校時代の同級生だった小池正晃とは、2011年シーズン終了後の移籍を機に、横浜DeNAで再びチームメイトになった。小池が2013年のシーズン終盤に球団から戦力外を通告された直後には、高校の4年先輩でチームメイトでもある多村仁志と共に小池の相談に乗った。その席で後藤と多村が「今の打撃では（現役続行は）厳しい。生まれ育った横浜で引退して指導者になった方が良い」と涙声で助言したことをきっかけに、小池は引退を決意。10月8日の引退試合（横浜スタジアムの対阪神戦）では、目を潤ませながらベンチで見守る後藤の前で小池が2本の本塁打を放つと、小池は後藤・多村と泣きながら抱擁した。なお、2014年からは、小池がDeNAの一軍打撃コーチとして後藤や多村を指導する。
DeNA時代、息子の誕生日に本塁打を打ち、娘にも「来年は私の誕生日も」と言われた。その娘の誕生日当日はオフであったが、次の日に本塁打を打ったことでリクエストに応えた形となった。

## 詳細情報

### 年度別打撃成績
| 年 度      | 球 団      | 試 合 | 打 席 | 打 数 | 得 点 | 安 打 | 二 塁 打 | 三 塁 打 | 本 塁 打 | 塁 打 | 打 点 | 盗 塁 | 盗 塁 死 | 犠 打 | 犠 飛 | 四 球 | 敬 遠 | 死 球 | 三 振 | 併 殺 打 | 打 率 | 出 塁 率 | 長 打 率 | O P S |
| ---------- | ---------- | ----- | ----- | ----- | ----- | ----- | -------- | -------- | -------- | ----- | ----- | ----- | -------- | ----- | ----- | ----- | ----- | ----- | ----- | -------- | ----- | -------- | -------- | ----- |
| 2003       | 西武       | 101   | 272   | 252   | 30    | 66    | 15       | 1        | 11       | 116   | 44    | 1     | 2        | 0     | 1     | 17    | 2     | 2     | 57    | 9        | .262  | .313     | .460     | .773  |
| 2004       | 西武       | 24    | 52    | 47    | 5     | 9     | 2        | 0        | 0        | 11    | 4     | 0     | 0        | 0     | 0     | 5     | 0     | 0     | 15    | 1        | .191  | .269     | .234     | .503  |
| 2005       | 西武       | 25    | 47    | 39    | 4     | 8     | 4        | 0        | 0        | 12    | 3     | 0     | 1        | 0     | 0     | 8     | 0     | 0     | 11    | 1        | .205  | .340     | .308     | .648  |
| 2007       | 西武       | 20    | 42    | 37    | 2     | 6     | 0        | 0        | 0        | 6     | 1     | 0     | 0        | 1     | 1     | 3     | 0     | 0     | 12    | 1        | .162  | .220     | .162     | .382  |
| 2008       | 西武       | 49    | 184   | 166   | 34    | 50    | 14       | 0        | 12       | 100   | 27    | 0     | 0        | 0     | 0     | 16    | 0     | 2     | 31    | 3        | .301  | .370     | .602     | .972  |
| 2009       | 西武       | 54    | 161   | 147   | 13    | 43    | 4        | 1        | 5        | 64    | 23    | 0     | 2        | 0     | 1     | 13    | 0     | 0     | 33    | 4        | .293  | .348     | .435     | .783  |
| 2010       | 西武       | 16    | 33    | 29    | 2     | 4     | 0        | 0        | 0        | 4     | 1     | 0     | 0        | 0     | 0     | 3     | 0     | 1     | 9     | 1        | .138  | .242     | .138     | .380  |
| 2011       | 西武       | 24    | 37    | 33    | 0     | 5     | 2        | 0        | 0        | 7     | 1     | 0     | 0        | 0     | 0     | 4     | 0     | 0     | 13    | 0        | .152  | .243     | .212     | .455  |
| 2012       | DeNA       | 51    | 138   | 125   | 11    | 32    | 3        | 0        | 6        | 53    | 15    | 0     | 1        | 0     | 1     | 12    | 0     | 0     | 26    | 2        | .256  | .319     | .424     | .743  |
| 2013       | DeNA       | 62    | 101   | 88    | 13    | 25    | 6        | 0        | 6        | 49    | 14    | 0     | 1        | 1     | 0     | 9     | 0     | 3     | 19    | 1        | .284  | .370     | .557     | .927  |
| 2014       | DeNA       | 68    | 165   | 145   | 17    | 41    | 8        | 0        | 7        | 70    | 31    | 0     | 0        | 1     | 1     | 18    | 1     | 0     | 34    | 4        | .283  | .360     | .483     | .843  |
| 2015       | DeNA       | 70    | 76    | 68    | 4     | 14    | 4        | 0        | 4        | 30    | 11    | 0     | 0        | 0     | 0     | 8     | 1     | 0     | 17    | 2        | .206  | .289     | .441     | .731  |
| 2016       | DeNA       | 27    | 30    | 23    | 2     | 6     | 1        | 0        | 1        | 10    | 6     | 0     | 0        | 0     | 0     | 7     | 0     | 0     | 9     | 1        | .261  | .433     | .435     | .868  |
| 2017       | DeNA       | 26    | 29    | 26    | 0     | 3     | 1        | 0        | 0        | 4     | 3     | 0     | 0        | 0     | 0     | 3     | 0     | 0     | 7     | 1        | .115  | .207     | .154     | .361  |
| 2018       | DeNA       | 1     | 1     | 1     | 0     | 0     | 0        | 0        | 0        | 0     | 0     | 0     | 0        | 0     | 0     | 0     | 0     | 0     | 1     | 0        | .000  | .000     | .000     | .000  |
| 通算：15年 | 通算：15年 | 618   | 1368  | 1226  | 137   | 312   | 64       | 2        | 52       | 536   | 184   | 1     | 7        | 3     | 5     | 126   | 4     | 8     | 294   | 31       | .254  | .327     | .437     | .764  |

### 年度別守備成績
| 年 度      | 球 団      | 一塁  | 一塁  | 一塁  | 一塁  | 一塁  | 一塁     | 三塁  | 三塁  | 三塁  | 三塁  | 三塁  | 三塁     | 外野  | 外野  | 外野  | 外野  | 外野  | 外野     |
| 年 度      | 球 団      | 試 合 | 刺 殺 | 補 殺 | 失 策 | 併 殺 | 守 備 率 | 試 合 | 刺 殺 | 補 殺 | 失 策 | 併 殺 | 守 備 率 | 試 合 | 刺 殺 | 補 殺 | 失 策 | 併 殺 | 守 備 率 |
| ---------- | ---------- | ----- | ----- | ----- | ----- | ----- | -------- | ----- | ----- | ----- | ----- | ----- | -------- | ----- | ----- | ----- | ----- | ----- | -------- |
| 2003       | 西武       | 25    | 145   | 1     | 3     | 10    | .980     | 6     | 4     | 3     | 0     | 1     | 1.000    | -     | -     | -     | -     | -     | -        |
| 2004       | 西武       | 15    | 80    | 6     | 2     | 5     | .977     | 2     | 0     | 1     | 0     | 0     | 1.000    | -     | -     | -     | -     | -     | -        |
| 2005       | 西武       | 3     | 13    | 2     | 1     | 2     | .938     | 5     | 5     | 4     | 3     | 3     | .750     | -     | -     | -     | -     | -     | -        |
| 2007       | 西武       | 5     | 28    | 0     | 0     | 2     | 1.000    | 9     | 3     | 9     | 0     | 0     | 1.000    | -     | -     | -     | -     | -     | -        |
| 2008       | 西武       | 7     | 27    | 0     | 0     | 2     | 1.000    | -     | -     | -     | -     | -     | -        | 28    | 36    | 2     | 0     | 0     | 1.000    |
| 2009       | 西武       | 11    | 59    | 6     | 0     | 6     | 1.000    | -     | -     | -     | -     | -     | -        | 7     | 15    | 1     | 0     | 1     | 1.000    |
| 2010       | 西武       | 10    | 64    | 5     | 0     | 5     | 1.000    | -     | -     | -     | -     | -     | -        | 2     | 0     | 2     | 0     | 0     | 1.000    |
| 2011       | 西武       | 5     | 38    | 3     | 1     | 3     | .976     | -     | -     | -     | -     | -     | -        | -     | -     | -     | -     | -     | -        |
| 2012       | DeNA       | 30    | 249   | 19    | 3     | 18    | .989     | -     | -     | -     | -     | -     | -        | 4     | 8     | 0     | 1     | 0     | .889     |
| 2013       | DeNA       | 17    | 121   | 8     | 1     | 11    | .992     | -     | -     | -     | -     | -     | -        | -     | -     | -     | -     | -     | -        |
| 2014       | DeNA       | 27    | 156   | 25    | 3     | 19    | .984     | 4     | 0     | 6     | 0     | 1     | 1.000    | 3     | 2     | 0     | 0     | 0     | 1.000    |
| 2015       | DeNA       | 4     | 15    | 0     | 1     | 1     | .938     | -     | -     | -     | -     | -     | -        | -     | -     | -     | -     | -     | -        |
| 2016       | DeNA       | 2     | 7     | 2     | 0     | 0     | 1.000    | -     | -     | -     | -     | -     | -        | -     | -     | -     | -     | -     | -        |
| 2017       | DeNA       | 1     | 9     | 0     | 1     | 0     | .900     | -     | -     | -     | -     | -     | -        | -     | -     | -     | -     | -     | -        |
| 通算：14年 | 通算：14年 | 162   | 1011  | 77    | 16    | 84    | .985     | 26    | 12    | 23    | 3     | 5     | .921     | 44    | 61    | 5     | 1     | 2     | .985     |

### 記録
初記録
- 初出場・初先発出場：2003年3月28日、対日本ハムファイターズ1回戦（西武ドーム）、「4番・一塁手」で先発出場
- 初打席：同上、1回裏にカルロス・ミラバルから遊撃ゴロ
- 初安打・初打点：2003年3月29日、対日本ハムファイターズ2回戦（西武ドーム）、2回裏に金村曉から右前適時打
- 初本塁打：2003年4月18日、対日本ハムファイターズ4回戦（東京ドーム）、8回表に岩本勉から右越2ラン
- 初盗塁：2003年7月23日、対オリックス・ブルーウェーブ17回戦（西武ドーム）、4回裏に二盗（投手：具臺晟、捕手：日高剛）

### 背番号
- 6（2003年[5] - 2011年）
- 55（2012年[8] - 2018年）
- 93（2019年[14] - ）

### 登録名
- 後藤 武敏（ごとう たけとし、2003年 - 2014年、2019年 - ）
- 後藤 武敏 G.（ごとう たけとし ごめす、2015年）
- 後藤 G 武敏（ごとう ごめす たけとし、2016年）
- G.後藤 武敏（ごめす ごとう たけとし、2017年）
- G 後藤 武敏（ごめす ごとう たけとし、2018年）